# Port lotniczy Ladysmith
Port lotniczy Ladysmith (IATA: LAY, ICAO: FALY) – port lotniczy położony w Ladysmith, w KwaZulu-Natal, w Republice Południowej Afryki.